# Apicorète
Du grec apikoros (ou épikoros), l'apicorète est un non-croyant, une personne peu rigoureuse dans la pratique religieuse. Les rabbins utilisaient ce terme afin de désigner les disciples d'Épicure au IVe siècle avant l'ère chrétienne. Ses adeptes reniaient l'immortalité de l'âme humaine.
Dans la littérature talmudique, apikoros désigne une personne qui renie la croyance fondamentale de la tradition. En raison de la proximité avec le mot araméen apikrouta, qui signifie irrévérence, apikoros, dans le judaïsme désigna tous les irrévérencieux envers la Torah, ses maîtres et disciples.
S'il désignait auparavant un être mauvais qui n'avait pas sa place dans l'au-delà, il a fini par signifier dans l'usage courant tout Juif qui n'est pas fidèle au mode de vie religieux du judaïsme : un épikorès.